# Alexander Wilder

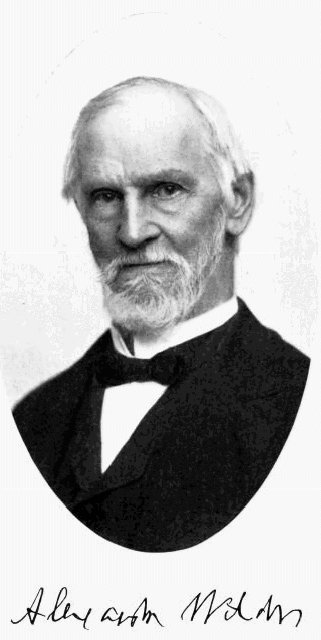
Alexander Wilder

Alexander Wilder (* 14. Mai 1823 in Verona, New York; † 18. September 1908 in Newark, New Jersey) war ein US-amerikanischer Mediziner, Journalist, Autor, Rosenkreuzer und Theosoph.

## Leben und Werk

### Kindheit und Ausbildung
Wilder wurde am 14. Mai 1823 in Verona im US-Bundesstaat New York als einziges Kind von Abel Wilder (1783–1869) und Arsenath Smith (1801–1835) geboren.[1] Die Eltern waren Farmer und er verbrachte seine Kindheit auf dem Bauernhof seiner Eltern. Nach dem Besuch der Grundschule arbeitete Wilder ab 1838, er war 15 Jahre alt, als Lehrer in der Dorfschule. Daneben betätigte er sich auf dem Bauernhof seiner Eltern und als Schriftsetzer. Latein, griechisch und hebräisch brachte er sich selbst bei und begann Mitte der 1840er-Jahre Medizin zu studieren. 1850 graduierte er am Syracuse Medical College (heute Health Science Center Syracuse) zum Doktor der Medizin (Medical Doctor, M.D.). Wilder heiratete nie.

### Als Rosenkreuzer und Theosoph
Alexander Wilder war Mitglied im Rosenkreuzerorden Fraternitas Rosæ Crucis und trat 1876 der Theosophischen Gesellschaft bei, wo er 1878 zum Vizepräsidenten aufstieg. Mit Helena Blavatsky und Henry Steel Olcott befreundet, hatte Wilder wesentlichen Einfluss auf Blavatskys erstes größeres Werk Isis entschleiert. Der größte Teil der Einführung sowie der Index in Isis waren sein Werk, ebenso koordinierte Wilder die Herausgabe mit dem Verleger J.W. Bouton. Die Kapitel über Ammonios Sakkas und den Neuplatonismus in Isis waren sichtlich von Wilders Werk Neo Platonism and Alchemy (1869) beeinflusst und zehn Zitate daraus entnommen. [2], [3, Seite 477ff.]
Vor allem aber verwendete Wilder 1869 das Wort „Theosophie“ bereits in dem Sinn, den Blavatsky und Olcott ihm erst 1879 in der ersten Ausgabe der Zeitschrift The Theosophist gaben und der zum Teil Inspiration für die späteren Ziele der Theosophischen Gesellschaft war. [3, Seite 476, 478f.] Wilder schrieb:

„Der erste von Ammonios aufgestellte Hauptsatz war die Existenz eines uranfänglichen theosophischen Systems, dass anfangs in allen Ländern im Wesentlichen ein und dasselbe war.
Alle Ausdrucksformen der alten Gottesdienste deuten hin auf eine einzige, bereits vor ihnen existente Theosophie. Der Schlüssel zu einer dieser Gottesdienstformen muss auch für alle anderen der richtige sein, sonst ist es der falsche Schlüssel. [3, Seite 478]“

### Als Journalist und Autor
Anfang der 1850er-Jahre erwachte sein Interesse an Politik und er begann sich journalistisch zu engagieren. 1852 als stellvertretender Herausgeber der Tageszeitung Syracuse Star, 1854 als Herausgeber des College Review und des New York Teacher. Nach seinem Umzug nach New York 1857 war er Mitherausgeber der New York Evening Post (heute New York Post).
Zahlreiche Publikationen zu Medizin, Neuplatonismus und Okkultismus, sowohl als Autor als auch als Übersetzer. Sein 1901 erschienenes monumentales Werk A History of Medicine war zur damaligen Zeit eine Fundgrube an Information, ist heute jedoch überholt. Neben griechischen und hebräischen Texten übersetzte er auch Werke von Éliphas Lévi und Paracelsus. 
Er war Gegner der Impfpflicht und trat für die Naturmedizin ein.

## Werke (Auswahl)
- History of medicine. A brief outline of medical, history and sects of physicians, from the earliest historic period. New England eclectic publishing co., New Sharon 1901.
- New platonism and alchemy, a sketch of the doctrines and principal teachers of the Eclectic or Alexandrian school; also an outline of the interior doctrines of the alchemists of the middle ages. (Erstdruck: Albany N.Y., 1869)[1]. Wizards Bookshelf, Minneapolis 1975, ISBN 0-913510-18-1.
- The Rosicrucian Brotherhood. Kessinger, Whitefish 2006, ISBN 1-4254-9453-6.